# 巴利納機場
巴利納機場（英語：Ballina Byron Gateway Airport）是一座位於澳大利亞新南威爾斯巴利納（Ballina）的一座機場，其主要民航業務為澳大利亞國內線之城際航班。

## 航空公司與目的地
| 航空公司     | 目的地       |
| ------------ | ------------ |
| FlyPelican   | 紐卡索       |
| 捷星航空     | 墨爾本、雪梨 |
| 區域快線航空 | 紐卡索、雪梨 |
| 維珍澳洲航空 | 雪梨         |